# Fritz Ketz
Fritz Ketz (oprindeligt Friedrich Adolf Ketz; 12. juni 1903 i Hamborn - 15. juli 1983 i Pfullingen/Württemberg) var en tysk maler og grafiker indenfor den ekspressive realisme. Han var en vigtig udøver af akvarelmaleri i det 20. århundrede.
Fritz Ketz blev født den 12. juni 1903 i byen Hamborn nær Duisburg i Nordrhein-Westfalen. Efter at have gjort tjeneste i Reichswehr (den daværende tyske Rigsværn) fra 1920 til 1932 begyndte Ketz på kunststudier ved Kunstakademie Stuttgart og påbegyndte herefter en karriere som kunstmaler.

## Værker
- Signatur
- Selvportræt (1945)
- Mädchen (1961)
- Herbsbäume (1962)
- Frau in Blau
- Limfjord (1972)

## Eksterne links
- Wikimedia Commons har flere filer relateret til Fritz Ketz